# Pout
Pout ist eine städtische Gemeinde (commune) im Département Thiès in der Region Thiès, gelegen im zentralen Westen des Senegal.

## Geographische Lage
Pout liegt im Westen des Départements Thiès, auf halber Strecke zwischen den Städten Thiès und Sébikotane nicht weit von der Grenze zur Metropolregion Dakar.
Pout liegt 43 Kilometer östlich von Dakar und 15 Kilometer westlich der Regionalpräfektur Thiès. Das Stadtgebiet hat eine Fläche von 7,109 km² und ist allseits umgeben vom Gebiet der Gemeinde Keur Moussa.

## Geschichte
Eine Karte der französischen Besitzungen zwischen Senegal und Gambia zeigt 1878 in dem Dreieck der Orte Rufisque, Thiès und Saly Portudal einen einzigen weiteren namentlich genannten Ort, nämlich Pout, der mithin schon vor dem Bau der Bahnlinie von Dakar nach Saint-Louis 1885 von herausgehobener Bedeutung war. Wichtig war den Kartographen der Umstand, dass bei Pout der Talweg des Somone  beginnt, der nahe Saly Portudal in eine Lagune mündet.
Im Jahr 1976 wurde Pout Hauptort einer Landgemeinde (communauté rurale), die im Jahr 1990 aufgeteilt wurde. Der Hauptort Pout erhielt den Status einer städtischen Gemeinde (commune) und die umgebende Landgemeinde erhielt nach dem neuen Hauptort den Namen communauté rurale Keur Moussa.

## Bevölkerung
Die letzten Volkszählungen ergaben für die Stadt jeweils folgende Einwohnerzahlen:
| Jahr | Einwohner |
| ---- | --------- |
| 1988 | 10.763    |
| 2002 | 16.785    |
| 2013 | 23.728    |
| 2023 | 29.874    |

## Verkehr
Pout liegt an der 1885 eröffneten Eisenbahnstrecke Dakar–Saint-Louis, die später in Thiès durch einen Abzweig für den Güterverkehr im Erdnussbecken und mit dem Nachbarland Mali ergänzt wurde.
Am südlichen Stadtrand verläuft die Nationalstraße N 2. Sie verbindet Pout nach Westen mit Sébikotane, Diamniadio, Bargny und den Großstädten der Metropolregion Dakar sowie nach Osten mit dem wichtigen Verkehrsknotenpunkt Thiès und dann, der Grande-Côte und dem linken Senegalufer folgend, mit Städten wie Tivaouane, Louga, Saint-Louis, Richard Toll, Dagana, Ourossogui im Norden und Osten des Landes und zuletzt mit Kidira an der malischen Grenze.
Der internationale Flughafen Dakar-Blaise Diagne liegt 11 Kilometer südlich der Stadt.